# Alt-Scharnhorst
Alt-Scharnhorst, Dortmund-Alt-Scharnhorst – dzielnica miasta Dortmund w Niemczech, w kraju związkowym Nadrenia Północna-Westfalia, w okręgu administracyjnym Scharnhorst.